# زیردریایی سرز (کیو۱۹۰)
زیردریایی سرز (کیو۱۹۰) (به انگلیسی: French submarine Céres (Q190)) یک زیردریایی بود که طول آن ۶۸٫۱ متر (۲۲۳ فوت ۵ اینچ) بود. این زیردریایی  در سال ۱۹۳۸ ساخته شد.